# Doug Gilmour
Doug Gilmour, właśc. Douglas Robert Gilmour (ur. 25 czerwca 1963 w Kingston, Ontario) – były kanadyjski hokeista, reprezentant Kanady. Trener i działacz hokejowy.

## Życie prywatne
Doug Gilmour jest trzykrotnie żonaty. Z pierwszą żoną Robyne ma córkę Maddison, która wyszła za hokeistę Evana McGratha (od 2013 Evan McGrath w klubie Frölunda gra z numerem 93 tak jak w przeszłości Gilmour). Z drugą żoną Amy ma dwóch synów: Jake’a (ur. 1996) i Tyson (ur. 1998), którzy także uprawiają hokej na lodzie. Z obecną żoną Sonją ma córkę Victorię.

## Kariera zawodnicza
- Kingston Legionnaires (1978-1979)
- Kingston Voyageurs (1979)
- Belleville Bobcats (1979-1980)
- Belleville Bulls (1980)
- Cornwall Royals (1980-1983)
- St. Louis Blues (1980-1988)
- Calgary Flames (1988-1992)
- Toronto Maple Leafs (1992-1997)
  -  Rapperswil-Jona Lakers (1994)
- New Jersey Devils (1997-1998)
- Chicago Blackhawks (1998-2000)
- Buffalo Sabres (2000-2001)
- Montreal Canadiens (2001-2003)
- Toronto Maple Leafs (2003)

Karierę rozpoczynał w rodzinnym mieście Kingston. Grał w kanadyjskich ligach juniorskich w ramach CHL: rok w OHL, a od 1981 przez dwa lata w QMJHL. W międzyczasie w drafcie NHL z 1982 został wybrany przez St. Louis Blues i także w ramach CHL. Od 1983 rozpoczął występy w lidze NHL. Wpierw pięć sezonów w St. Louis Blues, cztery w Calgary, sześć w Toronto (w latach 1994–1997 kapitan drużyny), potem kolejne lata spędził w czterech innych klubach, w tym w Montrealu. Ostatni mecz w karierze rozegrał w wieku niespełna 40 lat 13 marca 2003 jako jednorazowy epizod w barwach Toronto Maple Leafs. Łącznie w NHL rozegrał 20 sezonów, w tym czasie rozegrał 1656 spotkań, w których zdobył 1602 punkty za 510 goli i 1092 asysty. 8 września 2003 ogłosił zakończenie kariery zawodniczej.
Podczas kariery nosił przydomek Killer (Zabójca), który nadał mu inny hokeista, Brian Sutter, z uwagi na jego fizyczny styl gry przy niezbyt pokaźnych gabarytach ciała.
W barwach reprezentacji Kanady uczestniczył w turnieju mistrzostw świata juniorów do lat 20 w 1981, a w kadrze seniorskiej zagrał w turniejach Canada Cup 1987 i mistrzostw świata w 1990.

## Kariera
- Toronto Maple Leafs (2006-2008), starszy doradca
- Toronto Marlies (2008), asystent trenera
- Kingston Frontenacs (2008-2011), I trener
- Kingston Frontenacs (od 2011), menedżer generalny

Po zakończeniu kariery rozpoczął działalność działacza. Od tego czasu pracował w klubie z Toronto, a później powrócił do rodzinnego Kingston i klubu w lidze OHL. Wpierw był trenerem w klubie, a od 2011 do 2017 pełnił funkcję menedżera generalnego. W 2019 opuścił klub by podjąć pracę w Toronto Maple Leafs.

## Sukcesy
Reprezentacyjne
- Canada Cup: 1987

Klubowe

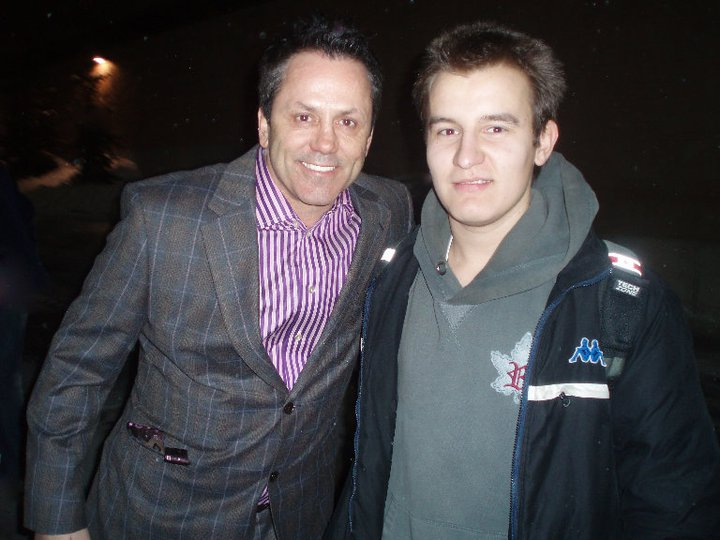
Doug Gilmour (z lewej) jako trener Kingston Frontenacs (2009)

- Trophée Jean Rougeau: 1981 z Cornwall Royals
- Coupe du Président – mistrzostwo QMJHL: 1981 z Cornwall Royals
- Memorial Cup – mistrzostwo CHL: 1981 z Cornwall Royals
- Mistrzostwo dywizji NHL: 1985, 1987 z St. Louis Blues, 1989, 1990 z Calgary Flames, 1997, 1998 z New Jersey Devils
- Mistrz konferencji NHL: 1989 z Calgary Flames
- Clarence S. Campbell Bowl: 1989 z Calgary Flames
- Presidents’ Trophy: 1989 z Calgary Flames
- Puchar Stanleya – mistrzostwo NHL: 1989 z Calgary Flames

Indywidualne
- OHL 1981/1982:
  - Cztery miejsce w klasyfikacji asystentów w sezonie zasadniczym: 73 asysty
  - Szóste miejsce w klasyfikacji kanadyjskiej w sezonie zasadniczym: 119 punktów
- OHL 1982/1983:
  - Pierwsze miejsce w klasyfikacji strzelców w sezonie zasadniczym: 70 goli
  - Pierwsze miejsce w klasyfikacji asystentów w sezonie zasadniczym: 107 asyst
  - Eddie Powers Memorial Trophy – pierwsze miejsce w klasyfikacji kanadyjskiej w sezonie zasadniczym OHL: 177 punktów
  - Red Tilson Trophy – najwybitniejszy zawodnik OHL
  - Pierwszy skład gwiazd
- NHL (1985/1987):
  - Piąte miejsce w klasyfikacji asystentów w sezonie zasadniczym: 63 asysty
  - Piąte miejsce w klasyfikacji kanadyjskiej w sezonie zasadniczym: 105 punktów
- NHL (1988/1989):
  - Piąte miejsce w klasyfikacji kanadyjskiej w fazie play-off: 22 punkty
  - Decydujący gol przesądzający o mistrzostwie NHL – 25 maja 1989 (mecz Calgary Flames – Montreal Canadiens 4:2, seria 4:2)[11][12]
- NHL (1992/1993):
  - Trzecie miejsce w klasyfikacji asystentów w sezonie zasadniczym: 95 asyst
  - Ósme miejsce w klasyfikacji kanadyjskiej w sezonie zasadniczym: 127 punktów
  - Drugie miejsce w klasyfikacji asystentów w fazie play-off: 25 punktów
  - Drugie miejsce w klasyfikacji kanadyjskiej w fazie play-off: 35 punktów
  - Frank J. Selke Trophy
- NHL (1992/1993):
  - Drugie miejsce w klasyfikacji asystentów w sezonie zasadniczym: 84 asysty
  - Cztery miejsce w klasyfikacji kanadyjskiej w sezonie zasadniczym: 111 punktów

Rekordy
- Toronto Maple Leafs:
  - Najwięcej punktów w sezonie zasadniczym: 127 (1992/1993)
  - Najwięcej asyst w sezonie zasadniczym: 95 (1992/1993)
  - Najwięcej asyst w jednym meczu: 6 (1992/1993)
- National Hockey League
  - Dwa najszybciej zdobyte gole podczas gry w osłabieniu: uzyskane w odstępnie 4 sekund (1988/1989)

Wyróżnienia
- Skład „OMHA All-Time Great Team”: 2009[13][14]
- Hockey Hall of Fame: 2011